# Lorenshof

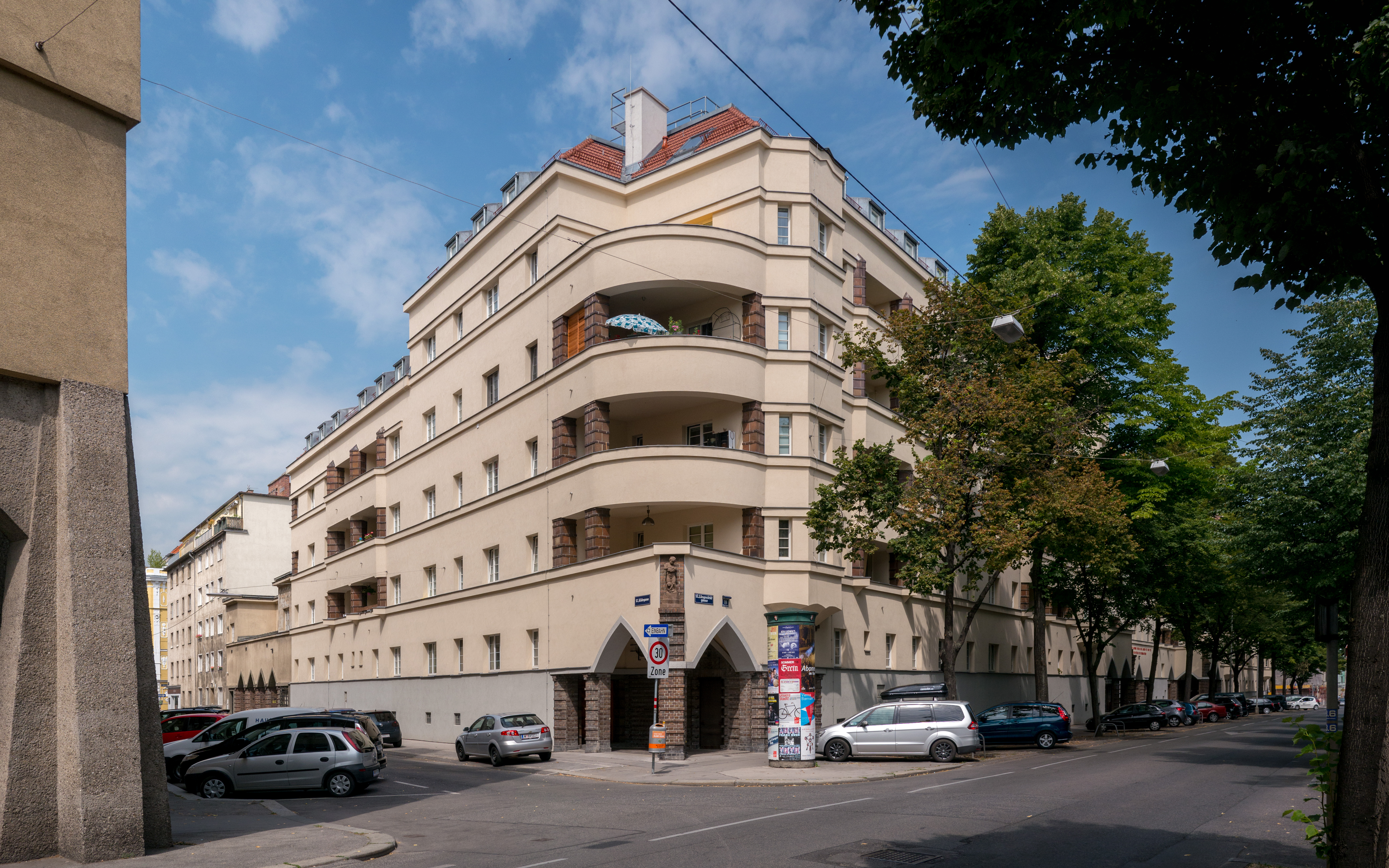
Südöstliche Ecke an der Längenfeldgasse

Der Lorenshof ist eine städtische Wohnhausanlage der Gemeinde Wien, errichtet 1927–28 nach Plänen des österreichischen Architekten Otto Prutscher. Er befindet sich in der Längenfeldgasse 14–18 in Wien-Meidling und wird von der Klährgasse und der Arndtstraße begrenzt.

## Beschreibung
Architekt Otto Prutscher, ein Schüler von Josef Hoffmann, schuf die Pläne dieses Gemeindebaus, der 1927–28 errichtet wurde. Es handelt sich um einen der zahlreichen damals mit Mitteln der Wohnbausteuer errichteten sozialen Wohnbauten, wie sie für das Rote Wien typisch waren. Die Anlage bietet Platz für 146 Wohnungen. Besonders auffallend sind die beiden Eckgestaltungen. Gegliedert wird der Wohnbau durch Polygonalerker, Terrassenvorsprünge und Spitzbogengruppen. An den Ecken und beim Eingangstor befinden sich Plastiken spielender Kinder, im Hof eine Plastik, die eine lesende Frau mit Kind darstellt, und 1930 von Rudolf Schmidt geschaffen wurde.
Benannt wurde der Bau nach dem Volkssänger, Dichter und Komponisten Carl Lorens (1851–1909), der viele populäre Wienerlieder geschrieben hat und lange Jahre in Meidling wohnte.

## Weitere Ansichten

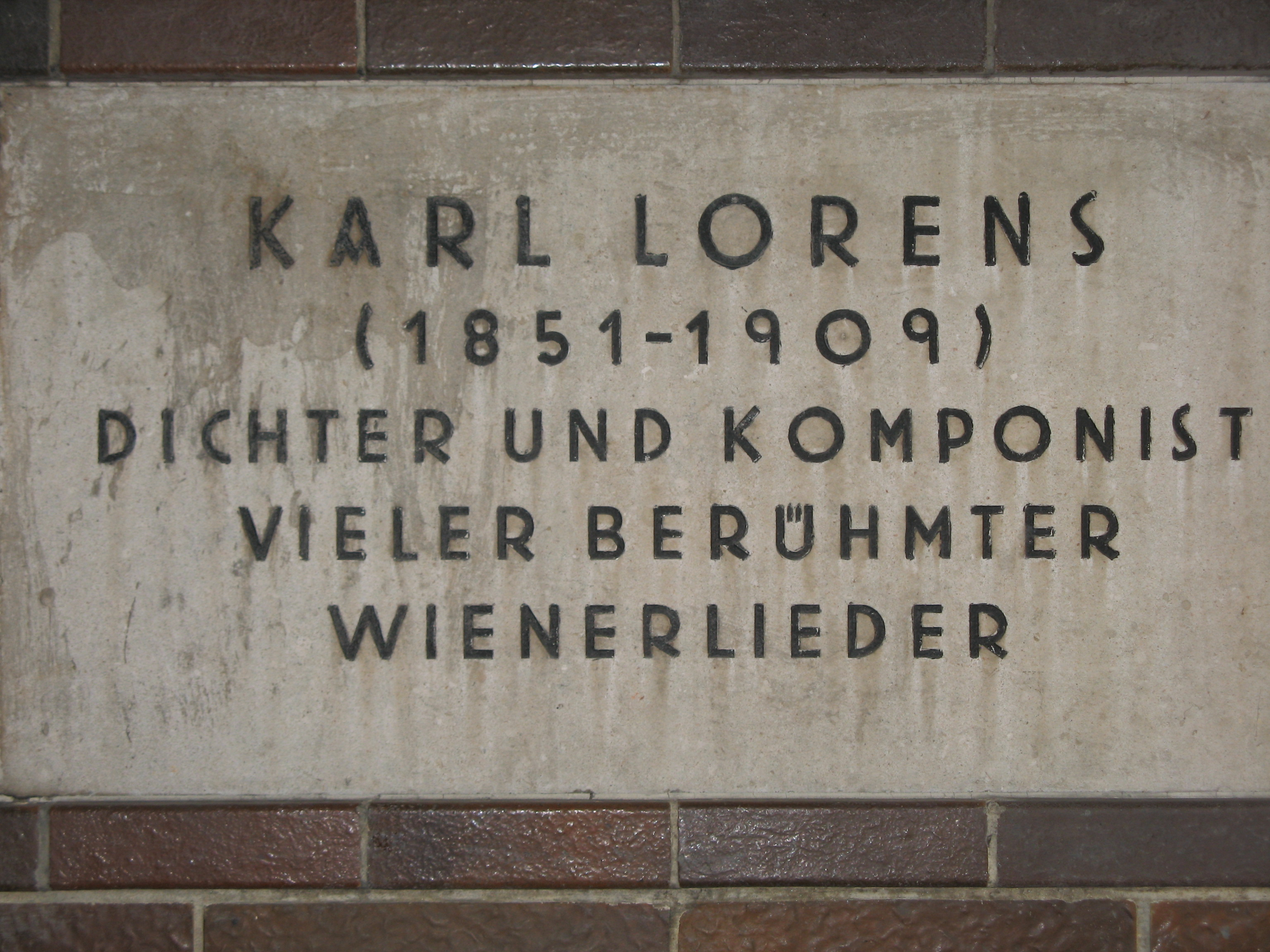
Gedenktafel für Carl Lorens im Lorenshof
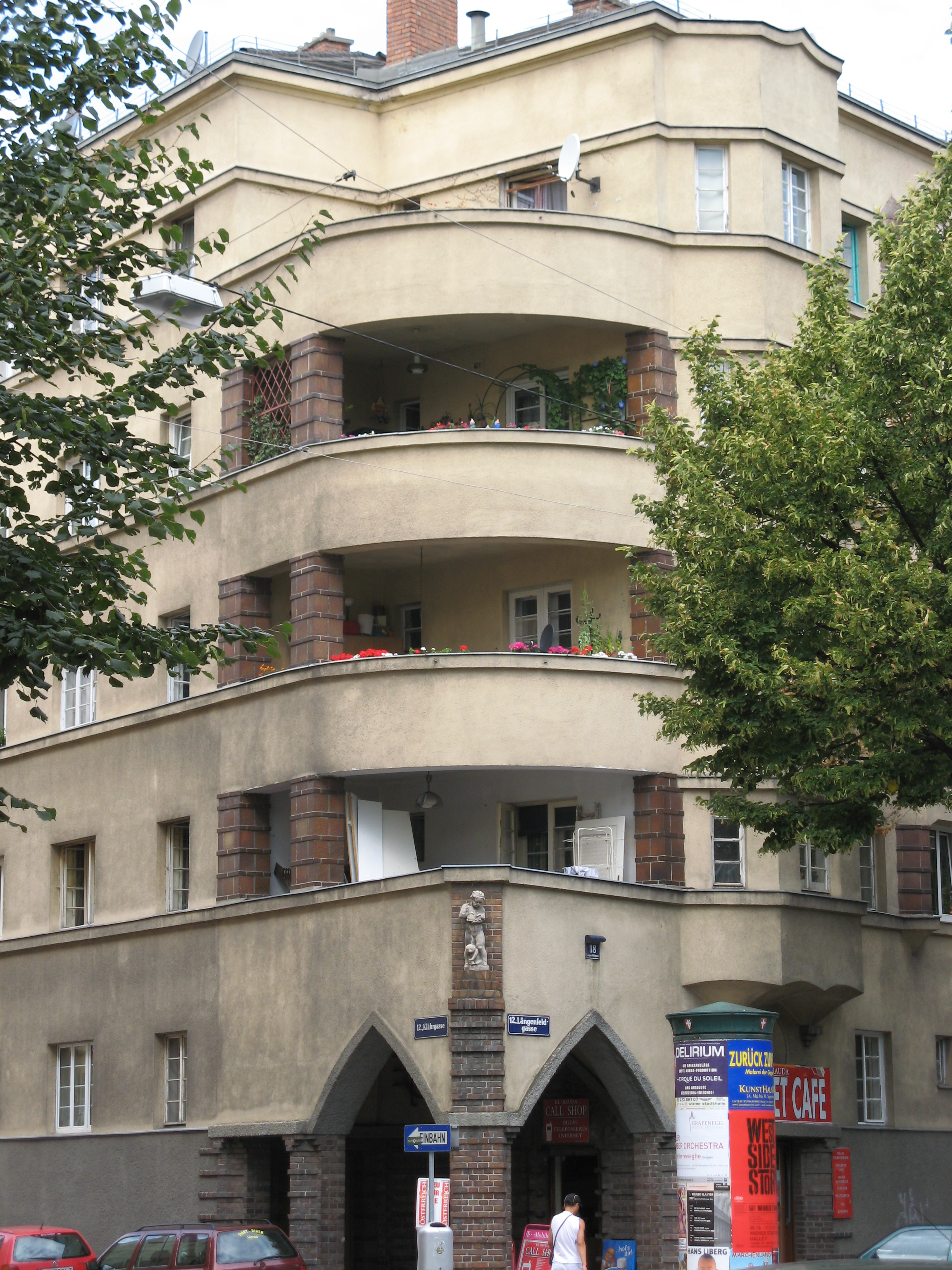
Untere Ecke
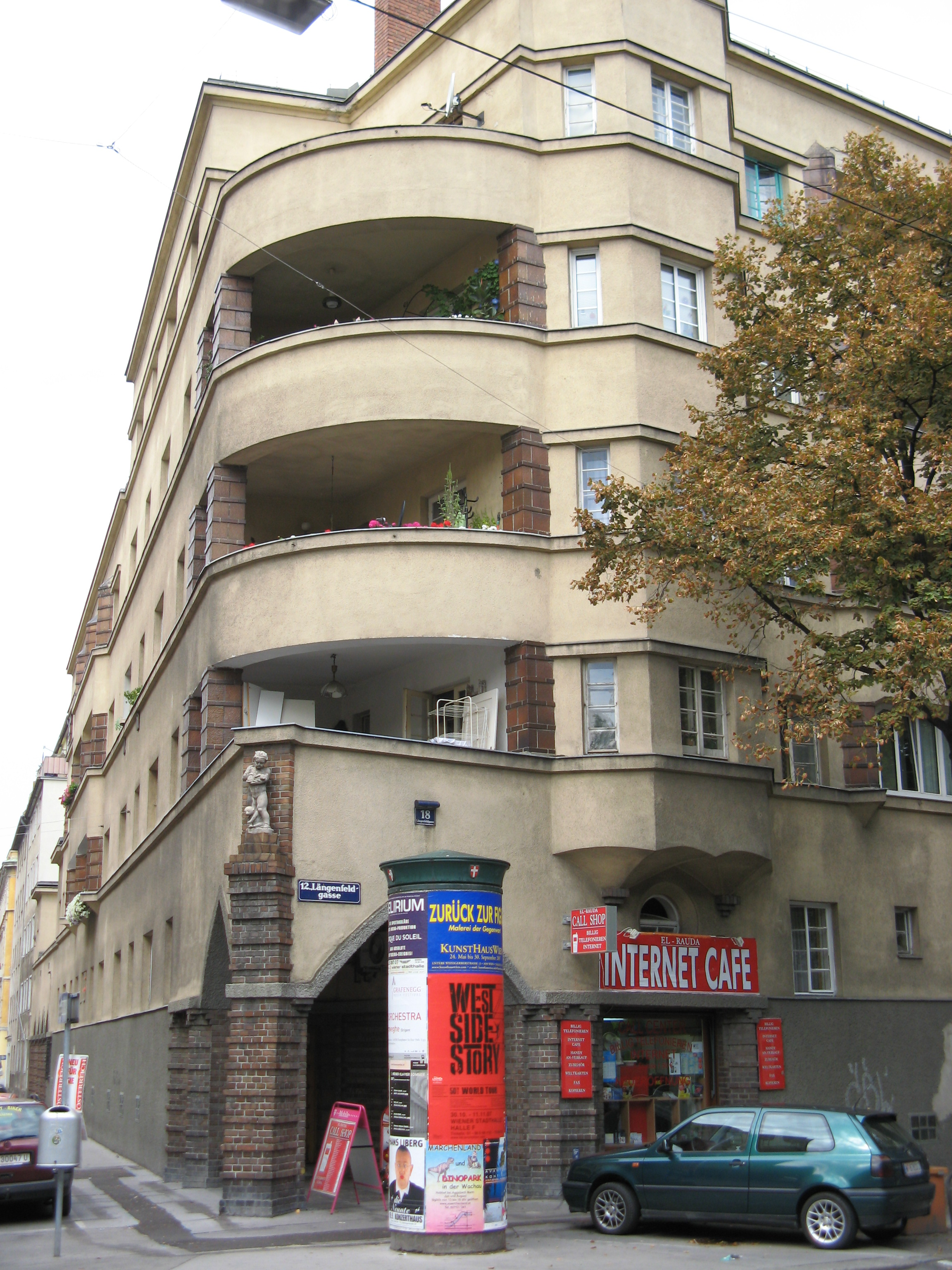
Obere Ecke
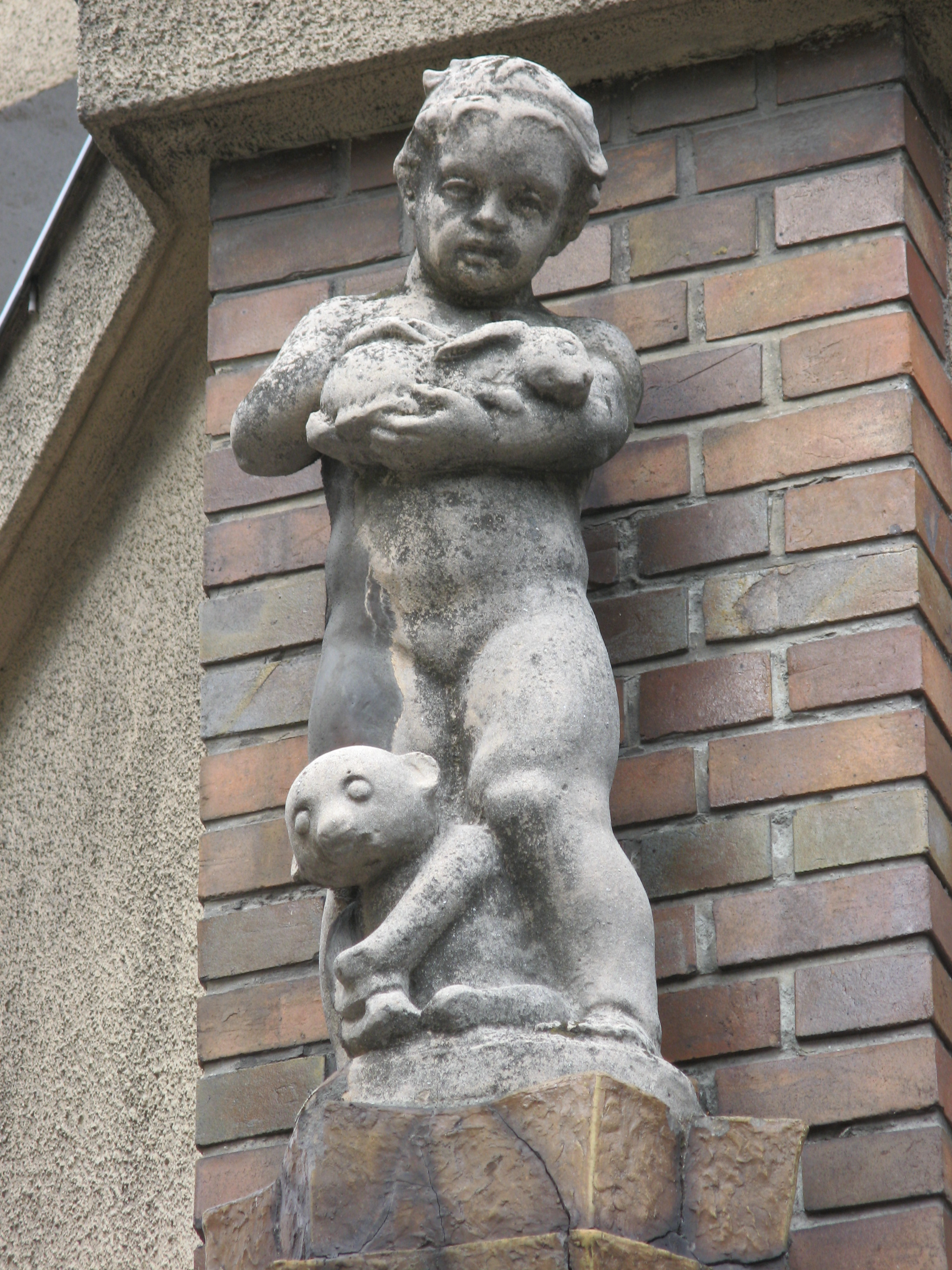
Bauplastik Spielendes Kind
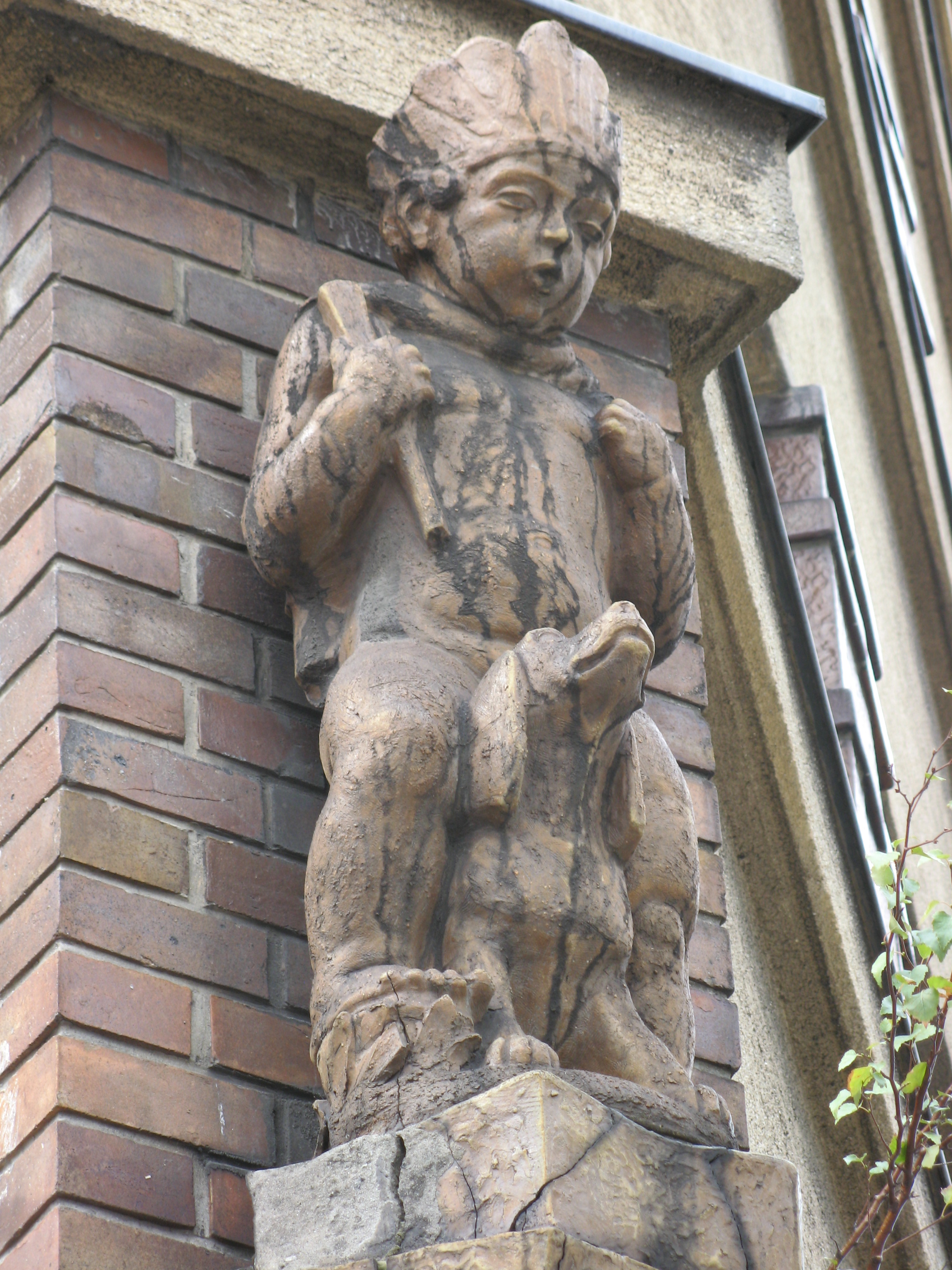
Bauplastik Spielendes Kind
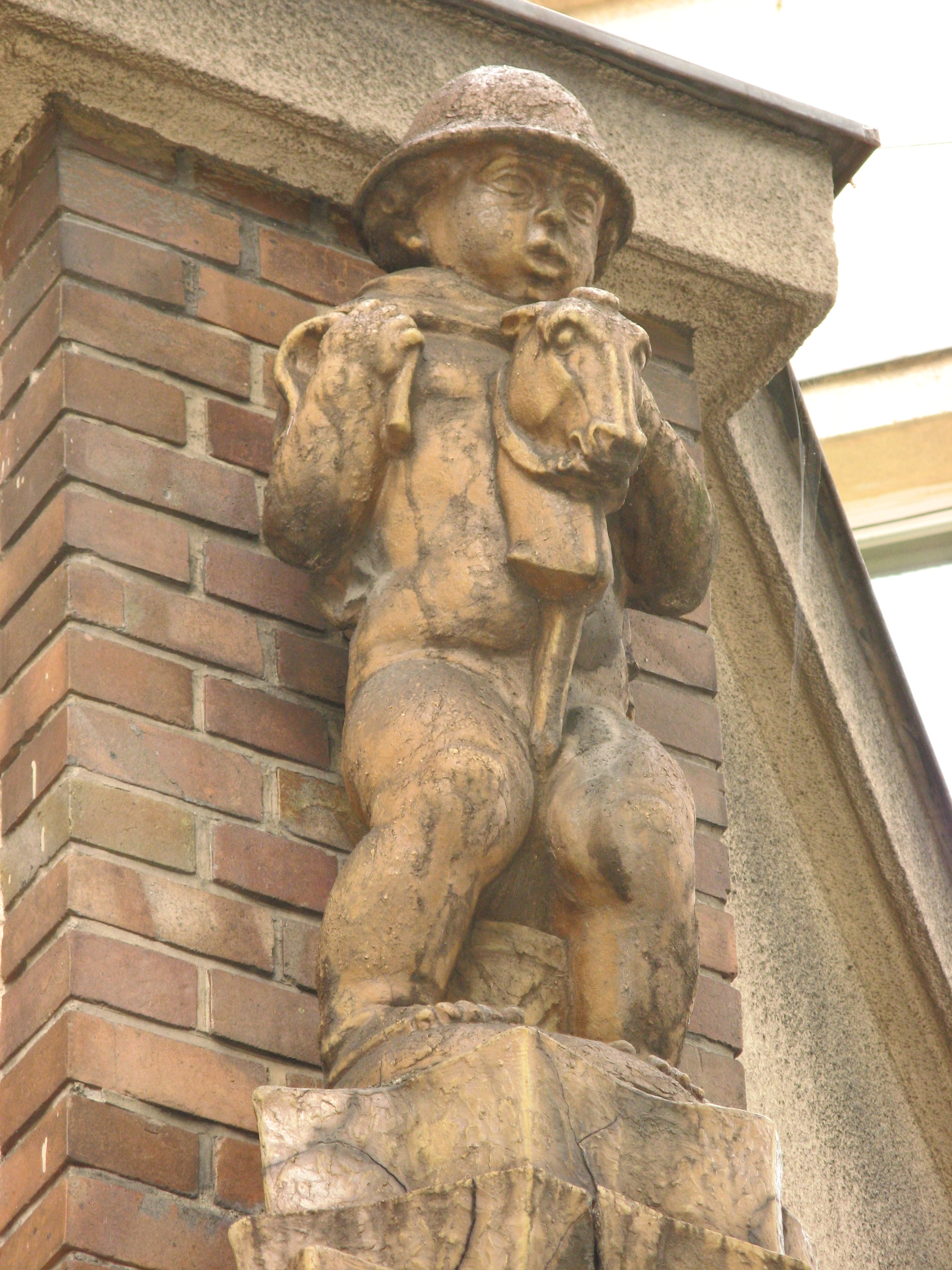
Bauplastik Spielendes Kind
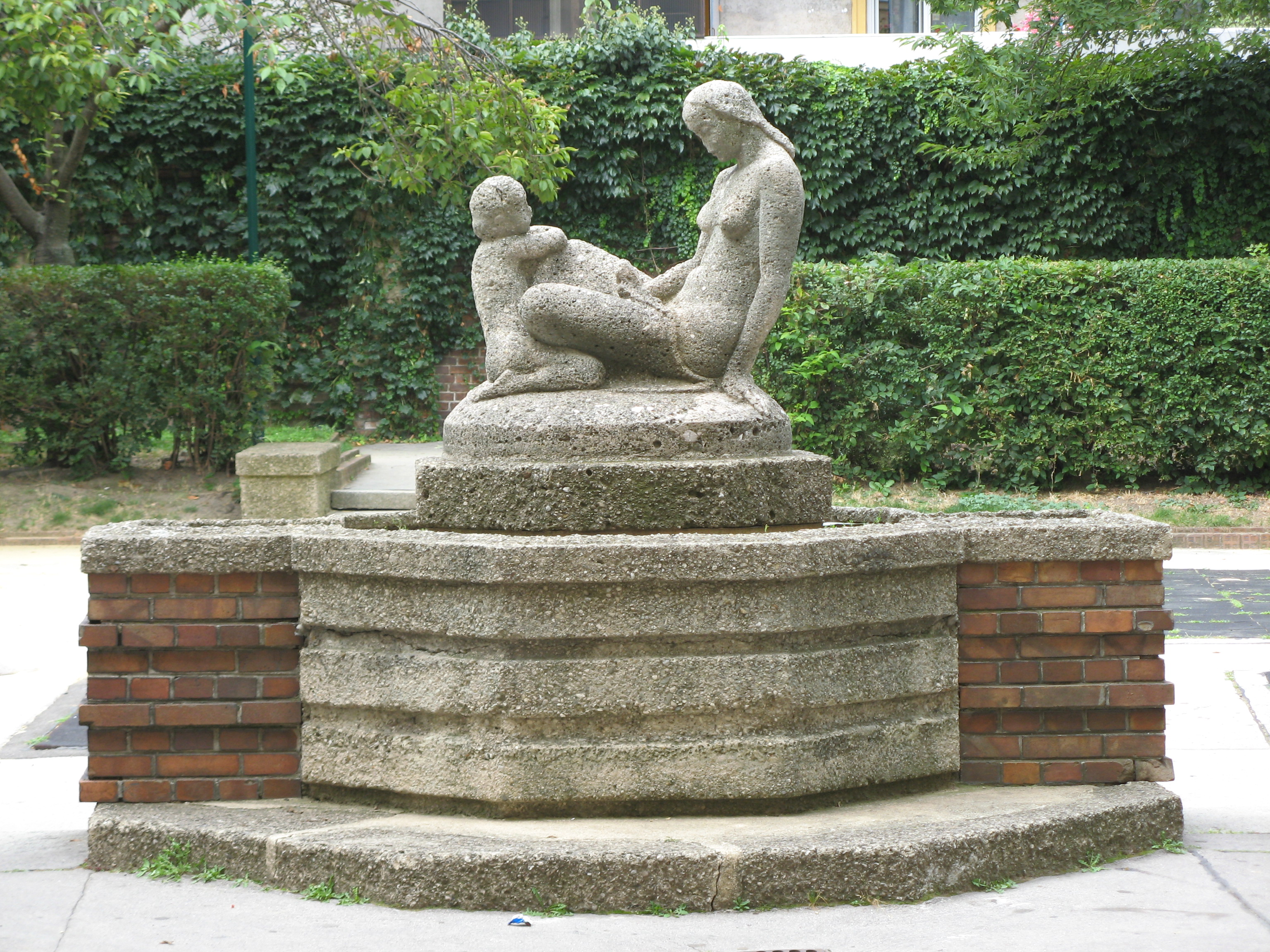
Plastik von Rudolf Schmidt